# Uniontown (Kentucky)
Uniontown és una població dels Estats Units a l'estat de Kentucky. Segons el cens del 2000 tenia 1.064 habitants.

## Demografia
Segons el cens del 2000, Uniontown tenia 1.064 habitants, 445 habitatges, i 300 famílies. La densitat de població era de 461,6 habitants/km².
Dels 445 habitatges en un 33,7% hi vivien nens de menys de 18 anys, en un 45,8% hi vivien parelles casades, en un 16% dones solteres, i en un 32,4% no eren unitats familiars. En el 30,6% dels habitatges hi vivien persones soles el 13,9% de les quals corresponia a persones de 65 anys o més que vivien soles. El nombre mitjà de persones vivint en cada habitatge era de 2,39 i el nombre mitjà de persones que vivien en cada família era de 2,95.
Per edats la població es repartia de la següent manera: un 26,6% tenia menys de 18 anys, un 9,9% entre 18 i 24, un 28,9% entre 25 i 44, un 21,5% de 45 a 60 i un 13,1% 65 anys o més.
L'edat mediana era de 35 anys. Per cada 100 dones de 18 o més anys hi havia 89,1 homes.
La renda mediana per habitatge era de 26.700 $ i la renda mediana per família de 31.146 $. Els homes tenien una renda mediana de 24.408 $ mentre que les dones 18.235 $. La renda per capita de la població era de 13.258 $. Entorn del 15,3% de les famílies i el 18,2% de la població estaven per davall del llindar de pobresa.

## Poblacions més properes
El següent diagrama mostra les poblacions més properes.